# سرجو روسی
سرجو روسی (ایتالیایی: Sergio Rossi) شرکت کالای لوکس ایتالیایی است، که در سال ۱۹۵۱ میلادی تأسیس شد.